# Just Hold On
Just Hold On è un singolo del DJ statunitense Steve Aoki e del cantante britannico Louis Tomlinson, pubblicato il 10 dicembre 2016 dalla Ultra Music.

## Descrizione
Il brano è stato scritto da Aoki, Tomlinson, Eric Rosse, Sasha Sloan e Sir Nolan e prodotto da Aoki, Sir Nolan e Jay Pryor. Aoki e Tomlinson si sono esibiti per la prima volta con questa canzone nella puntata finale del talent show britannico The X Factor il 10 dicembre 2016.

## Tracce
Testi e musiche di Steve Aoki, Louis Tomlinson, Eric Rosse, Sasha Sloan e Sir Nolan.
Download digitale
1. Just Hold On – 3:18

Download digitale – Remixes
1. Just Hold On (Steve Aoki Festival Edit) – 3:43
2. Just Hold On (Rain Man Remix) – 3:09
3. Just Hold On (DVBBS Remix) – 3:36
4. Just Hold On (Bad Royale Remix) – 2:59
5. Just Hold On (Attom Remix) – 4:03
6. Just Hold On (Two Friends Remix) – 3:50
7. Just Hold On (Shaan Remix) – 2:40
8. Just Hold On (TJH87 Remix) – 4:56

## Classifiche

### Classifiche settimanali
| Classifica (2016)              | Posizione massima |
| ------------------------------ | ----------------- |
| Stati Uniti                    | 52                |
| Stati Uniti (dance/electronic) | 7                 |

### Classifiche di fine anno
| Classifica (2017) | Posizione |
| ----------------- | --------- |
| Brasile           | 136       |